# Красичин
Красичин — село в Україні, у Львівському районі Львівської області. Населення становить 63 особи. Орган місцевого самоврядування - Кам'янка-Бузька міська рада.

## Назва
У 1989 р. назву села Красичин було змінено на одну літеру.
19 вересня 2024 року Верховна Рада підтримала перейменування села Красічин на Красичин. 26 вересня 2024 року перейменування набуло чинності.

## Населення

### Мова
Розподіл населення за рідною мовою за даними перепису 2001 року:
| Мова       | Кількість | Відсоток |
| ---------- | --------- | -------- |
| українська | 63        | 100%     |